# Kraljevinski toranj
Kraljevinski toranj (arap. برج المملكة‎, Burdž al-Mamlaka, engl. Kingdom Tower), prethodno znan kao Milju visok toranj (engl. Mile-High Tower), neboder trenutačno u izgradnji u Džedi u Saudijskoj Arabiji, s preliminarnim troškom od 4,6 milijarda SR (1,23 milijarda USD). Bit će središnji dio i prva faza 75 milijarda SR (20 milijarda USD) predložena razvitka znana kao Kraljevinski grad koji će biti smješten duž Crvenog mora na sjevernoj strani Džede. Ako bude dovršen kao što je planirano, toranj će doseći dotad neviđene visine, postavši najvišom građevinom na svijetu, ali i prvom strukturom koja je dosegla oznaku visine od jednog kilometra. Toranj je prvotno planiran da bude visok 1,6 kilometara (1 mi), no geologija se terena pokazala neprikladnom za toranj te visine. Dizajn, koji je izradio američki arhitekt Adrian Smith koji je također dizajnirao Burdž Kalifu, inkorporira mnoga jedinstvena strukturalna i estetska obilježja. Tvorac i vođa projekta jest saudijskoarapski princ Al-Valid bin Talal, najbogatiji Arapin na Srednjem istoku i nećak kralja Abdulaha. Al-Valid je predsjednik Kraljevinskog holdinškog društva (engl. Kingdom Holding Company, akr. KHC), najvećeg trgovačkog društva u Saudijskoj Arabiji, koje je partner Džedanskog gospodarskog društva (engl. Jeddah Economic Company, akr. JEC), osnovana 2009. radi razvitka Kraljevinskog tornja i grada. Recepcija prijedloga izrazito je polarizirana, stekavši od nekih veliku hvalu kao kulturno značajna ikona koja će simbolizirati bogatstvo i moć nacije dok su drugi propitivali socioekonomske motive prijedloga i predviđaju da će imati negativne financijske posljedice.

## Više informacija
- popis najviših zgrada i struktura na svijetu
- popis najviših zgrada u Saudijskoj Arabiji
- popis zgrada sa 100 ili više katova
- The Illinois

## Vanjske poveznice
- Kraljevinski toranj u Džedi  Arhivirana inačica izvorne stranice od 27. veljače 2021. (Wayback Machine)
- mrežno mjesto Kraljevinskog holdinškog društva
- Kraljevinski toranj  Arhivirana inačica izvorne stranice od 28. srpnja 2013. (Wayback Machine) na neboderskom centru CTBUH-u
- dijaprojekcija galerije nacrta s Fox Newsa
- WTTW-ov videointervju s Adrianom Smithom o Kraljevinskom tornju trajanja 13:40 na YouTubeu